# Richard Burbage
Richard Burbage (ur. 7 lipca 1568 – 13 marca 1619) – angielski aktor i właściciel teatru.
Burbage pochodził z biednej rodziny. Wczesne lata jego kariery są słabo udokumentowane. Występował w grupie, w której ważną rolę odgrywał William Szekspir. Była to Trupa Lorda Szambelana, później – po dojściu do władzy Jakuba I – przemianowana na King’s Men. Grał tytułowe role w sztukach takich, jak Hamlet, Otello, Ryszard III czy Król Lear. Nie był tam jednak zakontraktowany na wyłączność, występował także w dramatach Bena Jonsona czy Johna Fletchera (The Maid's Tragedy).
Jego wartość aktorską może ilustrować rozmiar ról, jakie wykonywał. Spośród setek sztuk wystawianych w Anglii na przełomie XVI i XVII wieku tylko w dwudziestu z nich pojawiały się role liczące powyżej 800 wersów. Pierwszym aktorem, który sobie z nimi radził, był Edward Alleyn, jednak większość z nich, trzynaście, wykonał Burbage.
Wraz z bratem posiadał udziały w Globe Theatre i Blackfriars Theatre, rodzeństwo nie było jednak jedynym właścicielem tych obiektów.